# 張時敍
張時敘（1466年—？），字九敘，直隸河間府滄州人，民籍，明朝政治人物。

## 生平
弘治五年（1492年）壬子科順天府鄉試第三十二名舉人。弘治九年（1496年）中式丙辰科會試第二十九名，三甲第九十三名進士。

## 家族
曾祖張惟恭；祖父張峻；父張傑，經歷。母王氏。慈侍下。